# Jonathan Zenneck
Jonathan Adolf Wilhelm Zenneck (15 de abril de 1871 - 8 de abril de 1959) fue un físico e ingeniero eléctrico alemán. Contribuyó con sus investigaciones a mejorar los circuitos de radio, siendo un pionero de la popularización de las comunicaciones inalámbricas. Mejoró el tubo de rayos catódicos de Braun al agregarle una segunda estructura de desviación en ángulo recto a la primera, lo que permitió la visualización bidimensional de las formas de onda. Esta pantalla bidimensional fue fundamental para el desarrollo del osciloscopio.

## Primeros años
Zenneck nació en Ruppertshofen, Württemberg, en 1871. En 1885 ingresó el Seminario Teológico Evangélico de Maulbronn. En 1887, en el seminario de Blaubeuren, aprendió latín, griego, francés y hebreo. Dos años después, en 1899, se inscribió en la Universidad de Tubinga. En el seminario de Tubinga, estudió matemáticas y ciencias naturales, realizando el examen estatal de matemáticas y ciencias naturales y el examen para su doctorado en 1894. Su tesis, supervisada por Theodor Eimer, versaba sobre embriones de serpientes.
Ese mismo año realizó una investigación zoológica (Museo de Historia Natural, Londres), sirviendo a continuación en el ejército hasta 1895.

## Edad adulta
En 1895, Zenneck abandonó la zoología y se dedicó al nuevo campo de la ciencia de la radio. Se convirtió en asistente de Carl Ferdinand Braun y en profesor en el "Physikalisches Institut" de Estrasburgo, Alsacia. Las conferencias de Nikola Tesla le introdujeron en las ciencias inalámbricas. En 1899 comenzó los estudios sobre la propagación de la telegrafía sin hilos, primero en tierra, pero luego se interesó más en las mayores distancias que se alcanzaban sobre el mar. En 1900 comenzó los experimentos entre barcos y la costa en el Mar del Norte, cerca de Cuxhaven (Alemania), y en 1902 realizó pruebas con antenas direccionales. Abandonó Estrasburgo en 1905, siendo nombrado profesor asistente en la Escuela Técnica de Danzig, y en 1906, convirtiéndose en profesor de física experimental en la Escuela Técnica de Braunschweig al año siguiente, cuando también escribió "Oscilaciones electromagnéticas y telegrafía inalámbrica", el libro de texto entonces estándar sobre el tema. En 1909, se unió a la empresa BASF en Ludwigshafen para experimentar con descargas eléctricas en el aire para producir moléculas de nitrógeno como fertilizante.
Analizó las soluciones de las ecuaciones de Maxwell en el ámbito del contacto entre un medio conductor y un medio no conductor. En estas soluciones, la intensidad del campo eléctrico decae exponencialmente en cada medio a medida que aumenta la distancia desde el contacto. Estas oscilaciones a veces se llaman ondas de Zenneck. Analizó las soluciones de onda plana que tienen esta propiedad; también analizó soluciones con simetría cilíndrica que tienen esta misma propiedad.

## Años posteriores

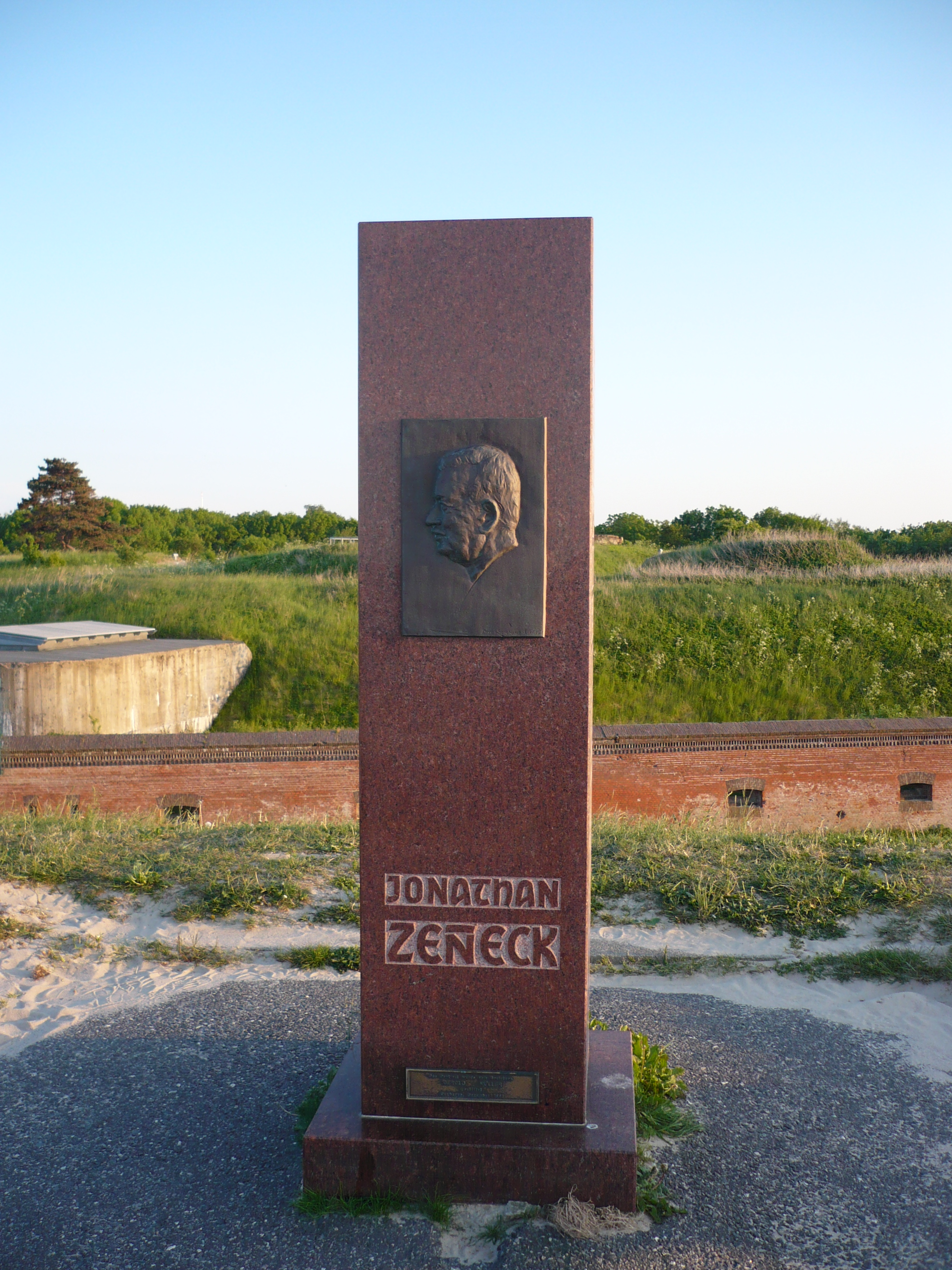
Memorial de Zenneck en Cuxhaven

Al inicio de la Primera Guerra Mundial fue al frente como capitán en la infantería de marina. Sin embargo, en 1914, el gobierno alemán lo envió junto con Carl Ferdinand Braun a Estados Unidos como asesor técnico en un caso de patentes relacionado con Telefunken. La Compañía Marconi de Estados Unidos fue demandada por Telefunken por infracción de patente, un caso impulsado por el gobierno británico en un intento por cerrar el telégrafo inalámbrico transatlántico entre EE. UU. y Alemania. El caso se estancó y luego se complicó cuando Estados Unidos entró en la guerra, declarando a Zenneck como prisionero de guerra. Fue liberado solo en 1920, cuando finalmente pudo hacerse cargo de la cátedra de física experimental en la Escuela Técnica de Múnich. En esa época reanudó los estudios de propagación, ahora con onda corta y fue el primero en Alemania en estudiar la ionosfera con sondeos verticales en su estación en Kochel/Baviera.
Desde la década de 1930, dirigió el Deutsches Museum en Múnich y lo reconstruyó después de la Segunda Guerra Mundial. Fue galardonado con la Medalla de honor IEEE de 1928 por sus logros en investigación básica en tecnología de radio y por fomentar la formación académica y técnica recibió el Anillo Werner von Siemens en 1956.
Falleció en 1959 a los 87 años de edad, en la ciudad alemana de Althegnenberg.

## Patentes
- Patente USPTO n.º 1690918
- Patente USPTO n.º 1063760

## Publicaciones

### Artículos
- Jonathan Zenneck, "Über die Fortpflanzung ebener elektromag netischer Wellen längs einer ebenen Leiterfläche y ihre Beziehung zur drahtlose n Telegraphie" ("Sobre la propagación de ondas electromagnéticas planas en una superficie plana conductora y su relación con el telégrafo inalámbrico"). Physik [4] 23, 846 (1907).

### Libros
- Electromagnetic oscillations and wireless telegraphy (Gr., Elektromagnetische Schwingungen und drahtlose Telegraphie). F. Enke, 1905.
- Microwaves and electroacoustics (Gr., Hochfrequenztechnik und Elektroakustik). Volume 1. Academic publishing company Geest & Portig., 1908
- Wireless telegraphy. McGraw-Hill Book Company, inc., 1915.